# Brooklyn Arcadians
I Brooklyn Arcadians sono stati una società professionistica di pallacanestro statunitense, che ha militato nella American Basketball League.

## Storia
Gli Arcadians disputarono la finale della prima stagione di ABL contro i Cleveland Rosenblums. Dopo aver chiuso la prima fase al 1º posto, persero la serie finale 3-0 contro i Rosenblums, vincitori della seconda fase.
Dopo aver iniziato la stagione successiva con 5 sconfitte (e con la denominazione "Brooklyn Rockets"), gli Arcadians si ritirarono dal campionato, lasciando il posto agli Original Celtics, che ereditarono i risultati della squadra ma giocarono come "Brooklyn Celtics".